# Дабич Микола Дмитрович
Микола Дмитрович Дабич ( 23 квітня 1857, Херсонська губернія — ?) — російський військово-морський діяч, віцеадмірал (1908).

## Сім'я
Народився у дворянській сім'ї, син капітан-лейтенанта Дмитра Івановича Дабича, нащадок сербського роду. Брат — Олександр Дмитрович (1855—1880), мічман.

## Кар'єра
1 травня 1876 року закінчив Морське училище з виробництвом в чин гардемарина.
У 1876—1877 роках здійснив закордонне плавання на фрегаті «Петропавловськ» і корветі «Аскольд».
30 серпня 1877 року підвищений до чину мічмана.
29 вересня 1878 року зарахований до Офіцерського мінного класу, після закінчення якого зарахований в мінні офіцери 2-го розряду і призначений мінним офіцером корвета «Аскольд».
У 1880 році спостерігає за будівництвом міноносок для Далекого Сходу і бере участь в їх доставці на пароплаві Доброфлота «Росія». Потім командує міноноской «Подорожник» в складі Сибірської флотилії і повертається на Балтику на допоміжному крейсері «Москва».
23 серпня знову призначений мінним офіцером корвета «Аскольд».
17 січня 1882 року підвищений до чину лейтенанта. На корветах «Аскольд» і «Баян» бере участь в закордонному плаванні в 1883—1884 роках.
1 січня 1885 року нагороджений орденом Святого Станіслава 3-го ступеня. У тому ж році зарахований у мінні офіцери 1-го розряду з призначенням на плавбатарею «Кремль».
У 1886—1889 роках був флагманським мінним офіцером навчально-артилерійського загону та здійснював навчальні плавання на плавбатареї «Первісток».
1 січня 1890 року нагороджений орденом Святої Анни 3-го ступеня і призначений командиром пароплава «Ратотнік». Потім командує канонерським човном «Буря» в складі Балтійського флоту.
1 січня 1891 року призначений командиром шхуни «Зорька». 1 січня 1892 нагороджений орденом Святого Станіслава 2-го ступеня.
9 січня 1893 року призначений старшим офіцером мінного крейсера «Посадник».
28 березня 1893 року підвищений до звання капітана 2-го рангу. Командував міноносцем «Моозунд» в складі практичної ескадри Балтійського флоту.
З 17 квітня 1894 року по 14 січня 1896 року — старший офіцер крейсера 2-го рангу «Крейсер».
30 жовтня 1895 нагороджений орденом Святої Анни 2-го ступеня.
6 грудня 1895 року призначений командиром броненосця берегової оборони «Адмірал Спиридов».
З 26 січня по 25 лютого 1896 року тимчасово виконував обов'язки командира канонерського човна «Відважний» в закордонному плаванні. З 13 по 28 серпня головував в комісії з випробувань електричного катера «Пернач».
З 13 серпня 1896 року по 10 квітня 1897 року був слухачем загального курсу Миколаївської морської академії.
З 10 травня по 10 вересня 1897 року командував броненосцем берегової оборони «Адмірал Спиридов» в складі практичної ескадри Балтійського моря.
8 вересня 1898 року нагороджений прусським орденом Червоного орла 3-го класу. У тому ж році командував канонерським човном «Йорж» в охороні Петергофского рейду.
З 6 грудня 1898 року призначений командиром крейсера «Африка» і за сумісництвом завідувач Офіцерським мінним класом.
13 вересня 1900 року призначений командиром навчального судна «Європа» і виконуючим обов'язки помічника начальника навчально-мінного загону.
17 квітня 1901 року підвищений до звання капітана 1-го рангу.
У 1901—1902 роках — прапор-капітан навчально-мінного загону.
11 жовтня 1902 року призначений командиром броненосного крейсера «Громобой». Переходить на ньому з Кронштадта до Владивостока.
10 грудня 1902 року нагороджений орденом Святого Володимира 4-го ступеня з бантом за 25 років служби в офіцерських чинах.

## Участь в Російсько-японській війні
Учасник Російсько-японської війни. У січні — серпні 1904 року командуючи крейсером «Громобой», брав участь в операціях в Японському морі зі знищення ворожих суден. За успішні дії був нагороджений орденом Св. Володимира 3-го ступеня з мечами (7 червня 1904 року).

### Бій 1 серпня 1904 року з японською ескадрою
Брав участь в бою з ескадрою японського адмірала Камімури 1 серпня, під час якого отримав "… три поверхневих рани правої скроні, три на тімені, забій правого ока, рану покриву грудей, глибиною в три поперечних пальці, що йде від мочевідного відростка вправо вниз, забиту рану нижньої третини передньої поверхні лівого передпліччя у два поперечних пальці в окружності, рану в області другого міжплеснових проміжку лівої стопи, проникаючу в товщу м'яких частин, забиту рану задньої поверхні гомілки в три поперечних пальці в діаметрі, кілька дрібних ранок лівого стегна, поверхневі рани під кутами правої лопатки і лівого підребер'я. Вдруге в цьому ж бою отримав рану спини близько хребта на чотири поперечних пальці нижче лопаток, рана глибока йде в товщу м'язів до ребер. Одночасно з останньою раною отримав забій покривів грудей і живота ". 4 серпня 1904 звільнений у чотиримісячний відпустку через хворобу. За заслуги, проявлені в цьому бою, був наданий 11 серпня 1904 року флігель-ад'ютантом і 27 вересня 1904 року нагороджений орденом Св. Георгія 4-го ступеня за відмінну хоробрість, мужність і самовідданість, проявлені в бою Владивостоцького крейсерського загону з ворожою ескадрою 1 серпня 1904 року.

## Продовження служби
З 25 жовтня 1904 року — командир 18-го флотського екіпажу. 2 лютого 1906 року призначений членом екзаменаційної комісії Морського кадетського корпусу.
10 квітня 1906 року призначений начальником Навчально-артилерійського загону Балтійського флоту.

24 квітня 1906 року височайшим наказом оголошено Найвища милість. Морський письменник, капітан 2-го рангу Семенов Володимир Іванович (капітан 1-го рангу), який вказував на те, що багато офіцерів флоту — учасники російсько-японської війни були відсторонені від активної діяльності відразу після її закінчення, вважав, що повоєнний призначення Дабича було одним із винятків: 

Капітан 1-го рангу Дабич, який командував «Громобоем» — теж щасливий виняток — начальник навчально-артилерійського загону на кампанію 1906 року. І тут, проте, не можна не подивуватися: Дабич, переконаний мінер, до війни майже всю службу провів в навчально-мінному загоні, раптом призначається начальником артилерійського загону.

### Повстання на крейсері «Пам'ять Азова»
Тримав свій брейд-вимпел на крейсері «Пам'ять Азова», на якому в ніч з 19 на 20 липня 1906 року відбулося повстання матросів. За спогадами мічмана (потім капітана 2-го рангу) Крижанівського Миколи Миколайовича, Дабич безпосередньо перед повстанням поводився пасивно. Коли офіцери намагалися прибрати з палуби зброю, щоб воно не потрапило в руки готових збунтуватися матросів, командир наказав Крижанівському доповісти Дабичу про події, що відбувалися. Подальші події Крижанівський описує так:

Я вибіг через батарейну палубу наверх і побачив Дабича, що ходить на юті. Я йому все доповів. Він вислухав, знизав плечима і сказав: «Я нічим тут допомогти не можу. Нехай командир діє на розсуд».
Разом із більшістю офіцерів Дабич зміг покинути крейсер на командирському баркасі. Під час обстрілу баркаса повсталими матросами був поранений.
Дії Дабича під час повстання на крейсері «Пам'ять Азова» і подальше швидке закінчення його кар'єри як військового моряка можуть бути пояснені важким станом його здоров'я. Професор Ковалевський Петро Іванович, який лікував Дабича, пізніше згадував, що він «був покалічений фізично», «отримав контузії внутрішніх органів і більше 100 осколків в тілі».

### Призначення в адмірали і завершення служби
У вересні 1906 року призначений в розпорядження морського міністра.
5 березня 1907 року призначений начальником відділу заготовлений Головного управління кораблебудування і постачань з одночасним призначенням в контрадмірали.
20 жовтня 1908 року звільнений у відставку після призначення віцеадміралом «за хворобою та внаслідок контузій і ран в Японську війну».